# Cardiocondyla pirata
Cardiocondyla pirata (лат.) — вид мелких муравьёв рода Cardiocondyla из подсемейства мирмицин (Myrmicinae) с необычной окраской тела. Эндемик Юго-Восточной Азии: Филиппины (Los Banos, University Park; провинция Лагуна, остров Лусон).

## Описание
Длина около 2 мм. Обладает уникальным среди всех (более 12 тыс. видов) муравьёв признаком пигментации тела: на жёлто-белом фоне через глаза проходит темная полоса (сверху и снизу отграниченная белым непигментированным пространством), напоминая собой повязку пиратов (отсюда и латинское название вида). Ширина этой тёмно-бурой полосы равна диаметру глаз, в которых 50-65 омматидиев. Лоб, скапус усика, постпетиоль (2-й членик стебелька) и брюшко желто-коричневые. Петиоль, клипеус, частично ноги и антенны — белые. Грудка оранжево-коричневая, ровная, слегка сверху выпуклая. Проподеальные шипы на заднегрудке короткие. Самцы бескрылые эргатоидные с серповидными жвалами (без зубцов), усики 11-члениковые. Вид был впервые описан в 2013 году немецкими мирмекологами Б. Зейфертом (Bernhard Seifert; Зенкенбергский музей) и С. Фрошаммер (Sabine Frohschammer; Регенсбургский университет). Ранее, в 2009 году на том же острове Лусон был найден ещё один новый вид муравьёв (Polyrhachis pirata) с пиратской наружностью.

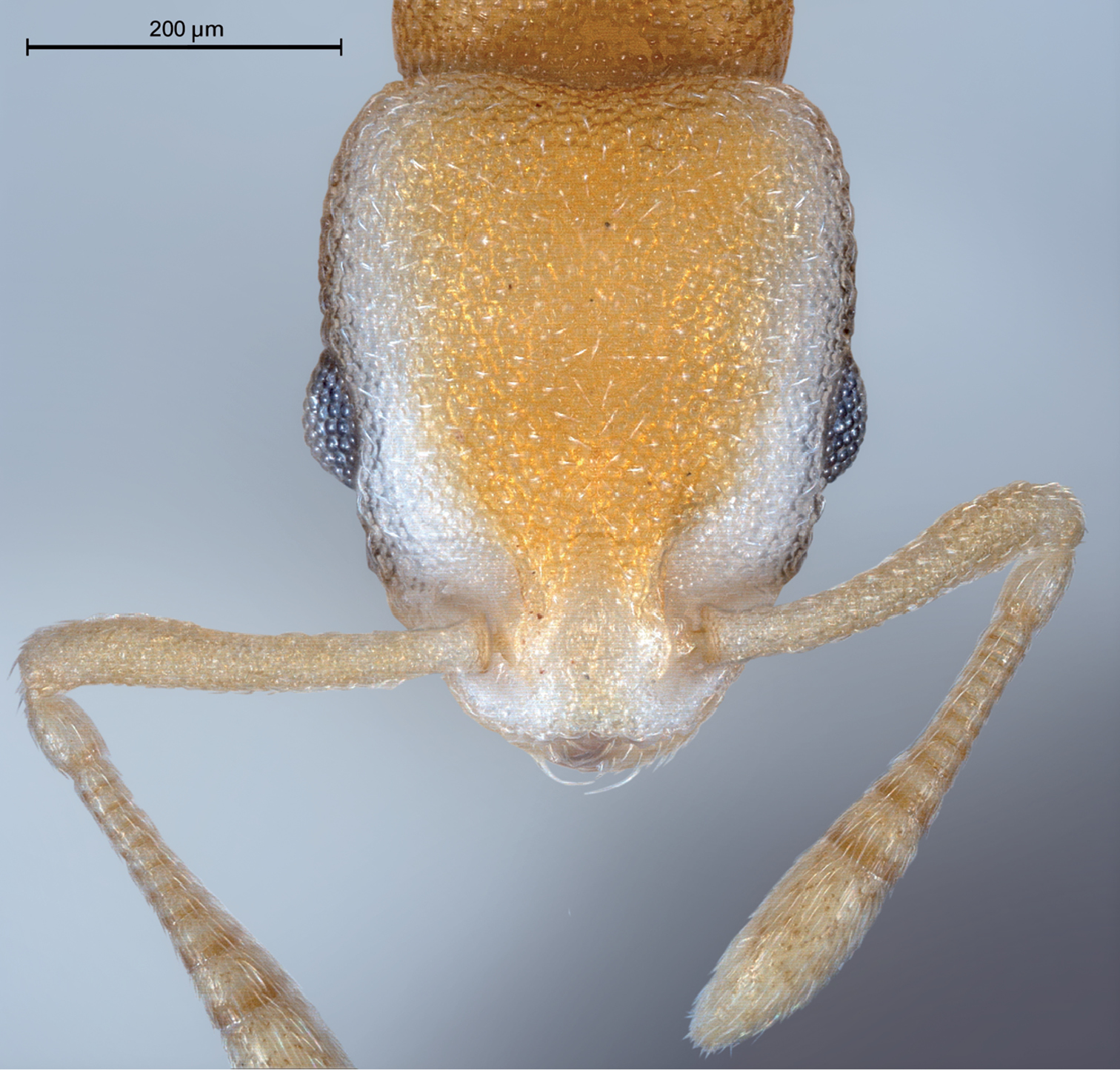
Голова рабочего
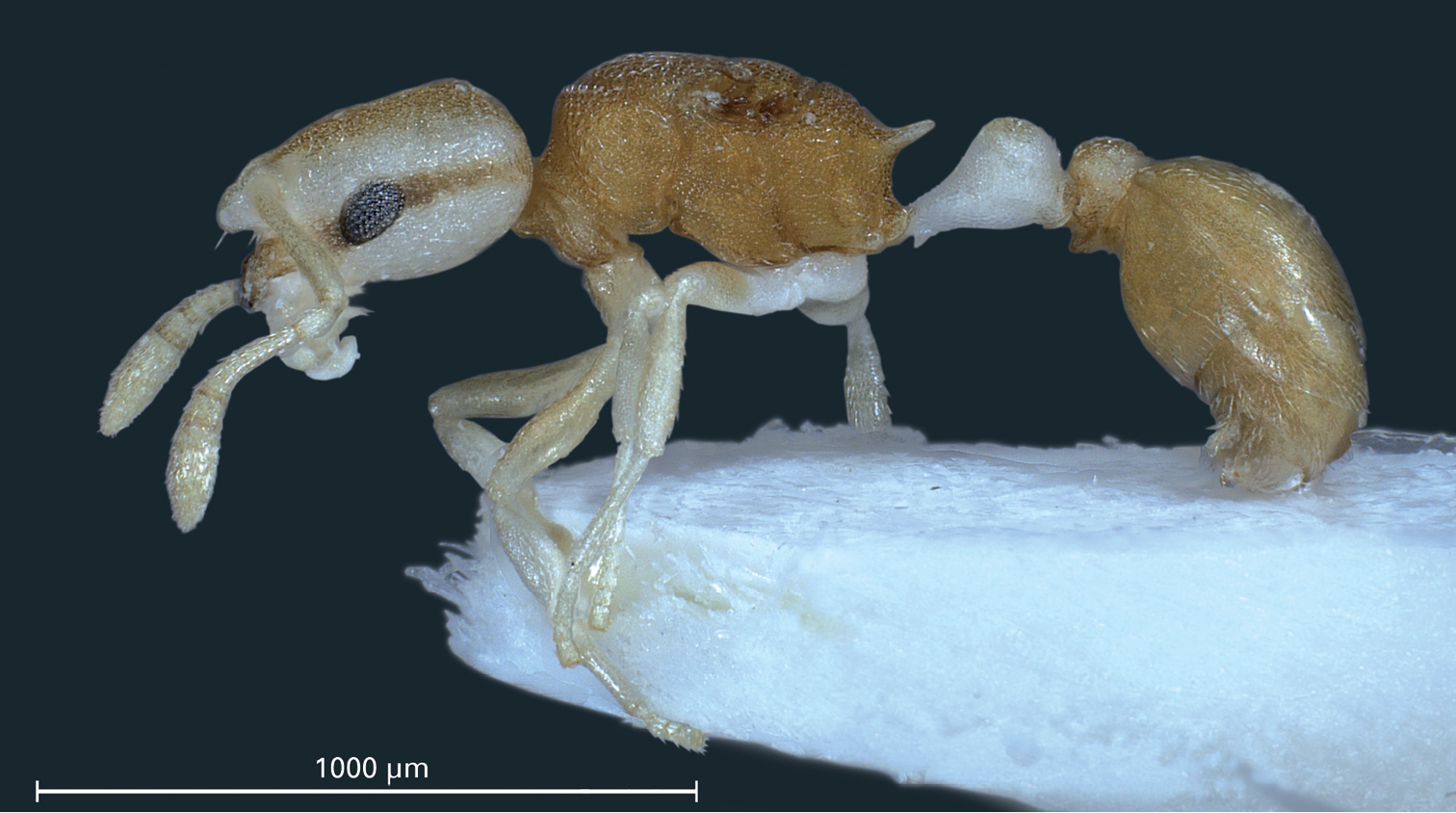
Самка сбоку
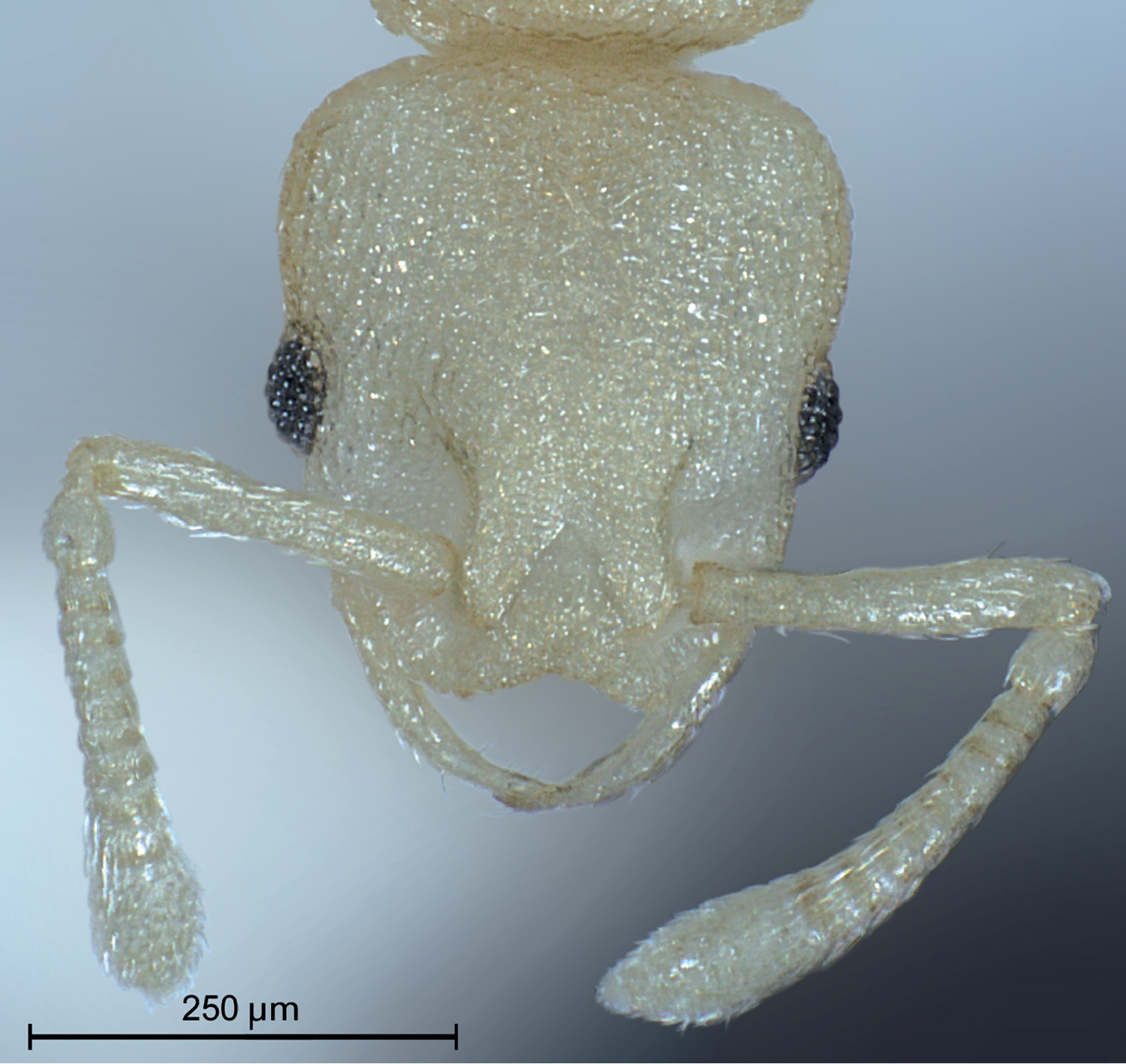
Голова самца